# Liste der Members des Order of Canada/I
Diese Liste gibt einen Überblick aller Personen, denen die Auszeichnung Member of the Order of Canada verliehen wurde.

## I
1. Francesco Iacurto
2. Ronald W. Ianni
3. Daniel Andrew Iannuzzi
4. Tony Ianzelo
5. Lincoln Keith Ingersoll
6. Anna Gertrude Ingham
7. Jay Ingram
8. Linda Louella Inkpen
9. Elke and Tim Inkster
10. Derek Arnold Inman
11. Alan K. Innes-Taylor
12. James Dickinson Irvin (2013)
13. Edward (Ted) Irving
14. James D. Irving (2014)
15. John E. (Jack) Irving
16. Ronald E. Irving
17. Sandra Irving (2015)
18. Ronald A. Irwin
19. Avrom Isaacs
20. Laurent Isabelle
21. Elisapee Ishulutaq (2013)
22. Jacques Israelievitch (2015)
23. Lyonel Garry Israels
24. Betty Kobayashi Issenman
25. Frances Itani
26. Tetsuo Theodore Itani (2015)
27. Paul Ivanier
28. Randall Eugene Ivany
29. Barbara Campbell Smith Ivey
30. Beryl Ivey
31. Richard William Ivey
32. H. Roy Ivor